# Gare de Montbazon
La gare de Montbazon est une gare ferroviaire française de la ligne de Joué-lès-Tours à Châteauroux, située sur le territoire de la commune de Montbazon, dans le département d'Indre-et-Loire, en région Centre.

## Situation ferroviaire
Établie à 70 m d'altitude, la gare de Montbazon est située au point kilométrique (PK) 252,287 de la ligne de Joué-lès-Tours à Châteauroux entre les gares de La Douzillère et Veigné.

## Histoire
La gare est ouverte le 15 juillet 1878.

## Services voyageurs

### Accueil
Halte SNCF, c'est un point d'arrêt non géré (PANG) disposant de panneaux d'informations et d'abris de quais.

### Dessertes
Montbazon est desservie par des trains du réseau TER Centre-Val de Loire qui circulent sur la ligne no 31 entre les gares de Tours et Loches, via la gare de Reignac.

### Intermodalité
Un parking pour les véhicules ainsi que pour les vélos y est aménagé. Un arrêt de bus se trouve à proximité de la gare.